# Aeroportul Coen
Aeroportul Coen (IATA: CUQ, ICAO: YCOE) este un aeroport din Queensland, Australia ce deservește zona Coen⁠(d). A fost numit după zona deservită.
Situat la o altitudine de 163 m, aeroportul dispune de o singură pistă. Este operat de Shire of Cook⁠(d).